# Carex williamsii
Carex williamsii är en halvgräsart som beskrevs av Nathaniel Lord Britton. Carex williamsii ingår i släktet starrar, och familjen halvgräs. Inga underarter finns listade i Catalogue of Life.